# Луговая (урочище)
Луговая — упразднённая в 1950-е годы деревня, ныне урочище в Свердловской области России. Находится на территории современного городского округа город Нижний Тагил.

## Географическое положение
Бывшая деревня Луговая расположена на левом берегу реки Чусовая на 261 километре ниже по течению от камня Собачьи Ребра в селе Слобода и в 10 километрах от деревни Нижняя Ослянка, в устье реки Мельничная (левого притока реки Чусовая). На противоположном берегу реки Чусовая расположено урочище Копчик. В окрестностях урочища на реке Чусовая расположен большой остров.

## История
Первые поселенцы были вогулы в начале XVI века. В XVIII веке в деревне появились русские, вогулы обрусели. У всех жителей было только пять фамилий: Шахманаевы, Шатрабаевы, Лазарьковы, Лобановы, Пуповы. Вогулы были язычниками, в связи с этим в деревне имелся молитвенный вогульский пень от старой лиственницы. В 1960-х годах пень сгорел. 
Основное занятие для жителей было хлебопашество и рубка корабельного леса. 
В 1950-х годах деревню объединили с деревней Копчик и с общим названием деревня Луговая, но в начале 1980-х годов деревня прекратило своё существование. Жители перебрались в другие деревни.
В настоящее время на месте от бывшей деревни ничего не осталось, имеется только поляна.